# Severino Antinori
Pour les articles homonymes, voir Antinori.
Severino Antinori (Civitella del Tronto, 6 septembre 1945) est un gynécologue et un embryologiste italien. Il a pris publiquement des positions controversées sur la fécondation in vitro (FIV) et le clonage humain.

## Biographie
Il a commencé sa carrière en s'intéressant à la biologie vétérinaire. Il a étudié à l'Université de Rome « La Sapienza », obtenant en 1972 son diplôme de médecine. Au début, il travaillait en gastro-entérologie, mais après une conférence donnée par Patrick Steptoe, il s'est réorienté en gynécologie et en obstétrique, et a commencé à travailler sur la reproduction et l'infertilité à partir de 1978. Il a ouvert sa propre clinique à Rome en 1982. En 1986, il a été le pionnier dans l'utilisation de l'injection intracytoplasmique de spermatozoïde en Italie. À partir de 1989, il a élargi la FIV aux femmes déjà ménopausées.
En 1994, il a permis à Rosana Della Cortes, 63 ans, de devenir enceinte, faisant d'elle une des femmes les plus âgées dans l'histoire qui ait accouché.
En mai 2006, on a annoncé qu'une psychiatre pour enfants du Sussex de l'Est, Patricia Rashbrook âgée de 62 ans, était enceinte de sept mois après avoir été traitée par Antinori, qui estime que 62 ou 63 ans est la limite supérieure pour une FIV dans le cas de femmes en bonne santé. Il a ajouté qu'il n'acceptait de traiter que des couples ayant au moins 20 ans d'espérance de vie devant eux. Josephine Quintavalle, du Comment on Reproductive Ethics ou CORE, un groupe activiste pro-vie, a accusé Rashbrook d'égoïsme et dit qu'il serait extrêmement difficile pour un enfant d'avoir une mère qui aurait l'âge d'une grand-mère.

## Clonage humain
Antinori a fait connaître son intérêt pour le clonage humain à partir de 1998 ; collaborant avec Panayiotis Zavos, il a plaidé en faveur du clonage comme d'une possibilité pour les couples stériles, qui ne peuvent utiliser d'autres méthodes. Le matériel génétique du père serait injecté dans un ovule qui serait ensuite implanté dans l'utérus de la femme pour s'y développer normalement. L'enfant qui en résulterait posséderait, en théorie, exactement les mêmes caractéristiques physiques que le père.
Antinori a dit à un journal italien que plus de 1 500 couples se sont portés candidats pour participer volontairement à son programme de recherche. En novembre 2002, Antinori a annoncé qu'il avait réussi à utiliser le clonage pour provoquer une grossesse chez trois femmes, et que la naissance du premier enfant était attendue en janvier 2003. Il a refusé de révéler les identités de ces femmes, ne donnant même aucun détail sur l'endroit où elles vivent, et la grande majorité des chercheurs et des médecins ont exprimé leurs doutes sur ses revendications.

## Sources
- (en) Cet article est partiellement ou en totalité issu de l’article de Wikipédia en anglais intitulé « Severino Antinori » (voir la liste des auteurs).